# Nico Bodonczy
Nicholas Bodonczy, meglio conosciuto come Nico Bodonczy (Santiago del Cile, 26 febbraio 1955), è un ex calciatore statunitense di ruolo attaccante.

## Carriera
Nato in Cile, si forma calcisticamente in Perù, dapprima all'Universitario e poi al Defensor Lima.
Trasferitosi negli Stati Uniti d'America, prendendone la nazionalità, viene ingaggiato dai Cincinnati Comets, franchigia militante nell'American Soccer League, competizione nella quale raggiunge le semifinali playoff per il titolo nell'edizione 1974.
Nella stagione 1975 viene ingaggiato dai Miami Toros, franchigia della NASL, con cui giunge a disputare le semifinali playoff del torneo, perse contro i futuri campioni del T.B. Rowdies.
Nella stagione 1977 segue i Toros nel loro trasferimento a Fort Lauderdale per divenire i Ft. Lauderdale Strikers. Con gli Strikers raggiungerà la finale, pur non venendo schierato, dell'edizione 1980, persa contro i N.Y. Cosmos.
Nel corso del 1981 torna a giocare nella ASL con i Pennsylvania Stoners, raggiungendo le semifinali, perse contro i futuri campioni del Carolina Lightnin'. Ha inoltre giocato sia con i Toros che con gli Strikers nella North American Soccer League Indoor.
Lasciato il calcio giocato è divenuto allenatore per varie scuole calcio.